# Кал Њупорт
Кал Њупорт (енгл. Cal Newport, Пенингтон, 23. јун 1982) је амерички публициста и редовни професор на Универзитету Џорџтаун.

## Детињство и образовање
Њупорт је одрастао Пенинготну, и 2000. године завршио средњу школу Hopewell Valley Central High School. 
Њупорт је завршио основне студије на Колеџу Дартмут 2004. године и добио титулу доктора наука у компјутерским наукама на Масачусетском институту технологије 2009. године. Био је постдокторски сарадник на одсеку за рачунарство МИТ-а од 2009-2011. 

## Каријера
Њупорт се придружио Универзитету Џорџтаун као доцент рачунарских наука 2011. године, а унапређен је у редовног професора 2024. године. Његов рад се фокусира на дистрибуиране алгоритме у изазовним мрежним сценаријима и укључује проучавање комуникационих система у природи. Њупорт је тренутно Provost's Distinguished Associate Professor на Одсеку за рачунарске науке на Универзитету Џорџтаун и аутор осам књига.

### Управљање пажњом
Њупорт је покренуо блог Study Hacks 2007. где пише о томе „како обављати продуктиван, вредан и смислен посао у дигиталном добу које је све више расејано“.
Њупорт је користио термин „дубоки рад“, који је постојао у психолошком  или религиозном смислу, у својој књизи Дубоки рад: Како остати усредсређен у свету пуном ометања (2016). Њупорт га користи као појам за учење или рад  без ометања као што су е-пошта и друштвене мреже. Он оспорава уверење да је учешће у друштвеним мрежама важно за вашу каријеру.
Године 2017. почео је да се залаже за „дигитални минимализам.“
Године 2021. почео је да говори о улози е-поште и ћаскања у ономе што он назива „хиперактивним умом кошнице“.
Године 2024. објавио је Slow Productivity: The Lost Art of Accomplishment Without Burnout.
Поред свог блога и билтена, он прави редован подкаст о продуктивности и раду са знањем који је доступан на ЈутЈуб-у.

## Књиге
- How to Win at College (Crown, 2005)
- How to Become a Straight-A Student (Crown, 2006)
- How to Be a High-School Superstar (Crown, 2010)
- So Good They Can't Ignore You: Why Skills Trump Passion In The Quest For Work You Love (Grand Central Publishing, 2012)
- Дубоки рад: Како остати усредсређен у свету пуном ометања (Grand Central Publishing, 2016)
- Дигитални минимализам: Како да живите боље са мање технологије (Portfolio, 2019)
- The Time-Block Planner (2020)
  - 2. издање (Portfolio, 2023)
- A World Without Email: Reimagining Work in an Age of Communication Overload (Portfolio, 2021)
- Slow Productivity: The Lost Art of Accomplishment Without Burnout (Portfolio, 2024)